# 秋鼠麴草
秋鼠麴草（学名：Gnaphalium hypoleucum）为菊科鼠麴草属的植物。分布于日本、朝鲜、印度尼西亚、中南半岛、台湾岛、印度、菲律宾以及中国大陆的西北、华中、华东、西南、华南等地，生长于海拔200米至800米的地区，多生长于山地路旁、空旷沙土地和山坡上，目前尚未由人工引种栽培。

## 异名
- Gnaphalium hypoleucum DC. var. amoyense (Hance) Hand.-Mazz.
- Gnaphalium hypoleucum DC. var. brunneonitens Hand.-Mazz.